# Guz Potta

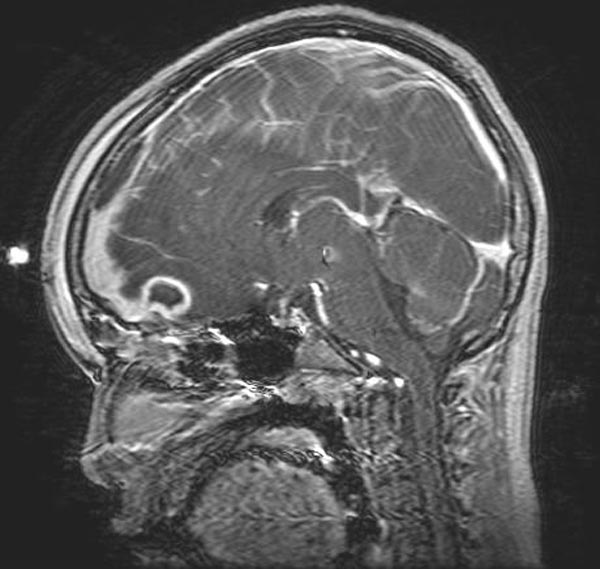
MRI głowy pacjenta z guzem Potta szerzącym się w kierunku mózgu.

Guz Potta (ang. Pott's puffy tumor) – ciastowaty obrzęk skóry i tkanek miękkich okolicy czołowej, spowodowany zapaleniem szpiku kości czołowej, szerzącym się w kierunku czołowym bezpośrednio i drogą naczyń krwionośnych. Chełbotanie w miejscu obrzęku świadczy o obecności ropnia podokostnowego. Zakażenie może się też szerzyć w kierunku jamy czaszki, powodując ropień mózgu. Najczęstszą przyczyną jest zapalenie zatok czołowych, rzadziej uraz lub przyczyny jatrogenne, np. kraniotomia. Leczenie polega na drenażu chirurgicznym i długotrwałej antybiotykoterapii.
Opisany przez Sir Percivalla Potta w 1760.